# Санд-Форк (Західна Вірджинія)
Санд-Форк (англ. Sand Fork) — місто (англ. town) в США, в окрузі Ґілмер штату Західна Вірджинія. Населення — 180 осіб (2020).

## Географія
Санд-Форк розташований за координатами 38°54′56″ пн. ш. 80°44′47″ зх. д. / 38.91556° пн. ш. 80.74639° зх. д. (38.915481, -80.746467).  За даними Бюро перепису населення США в 2010 році місто мало площу 0,90 км², з яких 0,84 км² — суходіл та 0,06 км² — водойми.

## Демографія
Згідно з переписом 2010 року, у місті мешкало 159 осіб у 60 домогосподарствах у складі 45 родин. Густота населення становила 176 осіб/км².  Було 68 помешкань (75/км²).
Расовий склад населення:
| - 98,1 % — білих |

До двох чи більше рас належало 1,9 %. Частка іспаномовних становила 0,0 % від усіх жителів.
За віковим діапазоном населення розподілялося таким чином: 29,6 % — особи молодші 18 років, 54,7 % — особи у віці 18—64 років, 15,7 % — особи у віці 65 років та старші. Медіана віку мешканця становила 35,5 року. На 100 осіб жіночої статі у місті припадало 78,7 чоловіків;  на 100 жінок у віці від 18 років та старших — 80,6 чоловіків також старших 18 років.
Середній дохід на одне домашнє господарство  становив 57 547 доларів США (медіана — 72 578), а середній дохід на одну сім'ю — 58 507 доларів (медіана — 63 889). За межею бідності перебувало 9,6 % осіб, у тому числі 13,6 % дітей у віці до 18 років та 0,0 % осіб у віці 65 років та старших.
Цивільне працевлаштоване населення становило 80 осіб. Основні галузі зайнятості: освіта, охорона здоров'я та соціальна допомога — 22,5 %, публічна адміністрація — 12,5 %, будівництво — 11,3 %.